# شاخ نعمت

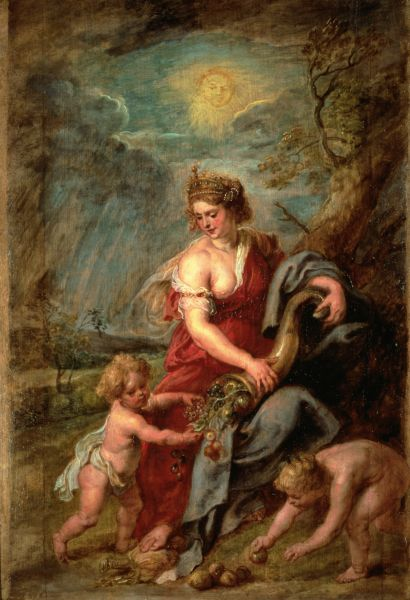
اثری از پیتر پل روبنس که آبوندانیتا، الهه رومی را با یک شاخ نعمت به تصویر می‌کشد. حوالی ۱۶۳۰ میلادی

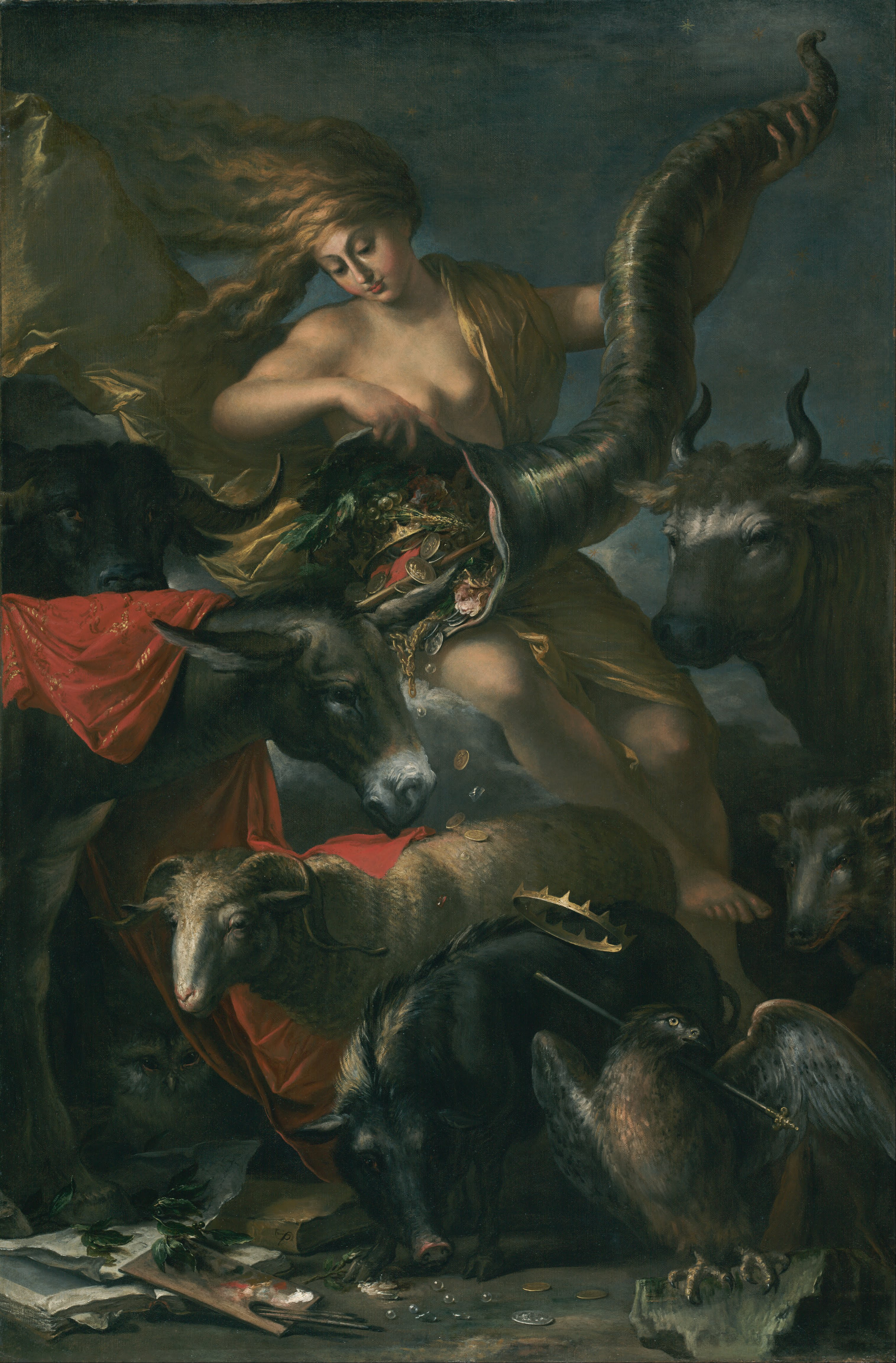
تمثیل ثروت، نام اثری از سالواتور روزا، نقاش ایتالیایی سبک باروک است. اثر، الههٔ شانش را در حال خالی‌کردن جواهرات، سکه‌های طلا و نقره، مروارید، گل‌های رُز و شاخه‌های انگور از شاخ نعمت بر سر الاغی با شال قرمز (نماد مقام پاپ) را به تصویر کشیده‌است. کشیدن این اثر برای نقاش مشکل‌ساز شد و تا مرز دستگیری به جرم «اهانت به مقام شامخ روحانیت» پیش رفت. این اثر اکنون در مالکیت مرکز گتی قرار دارد.

شاخ نعمت (به لاتین: cornucopiae) نمادی برای فراوانی و پروردگی است که عموماً به شکل یک شاخ بزرگ است که پر از میوه و سبزیجات، گل و گیاه، آجیل و دیگر خوراکی‌هاست. منشأ شاخ نعمت به اروپای دوران قدیم باز می‌گردد و هنوز هم به عنوان یک نماد در هنر غربی استفاده می‌شود؛ خصوصاً در آمریکای شمالی در روز شکرگزاری مورد استفاده قرار می‌گیرد.
روایات مختلفی درباره منشأ شاخ نعمت وجود دارد. یکی از شناخته‌شده‌ترین روایات، مربوط به دوران تولد زئوس است که مجبور بود از دست پدرش کرونوس مخفی شود که قصد خوردن او را داشت. تعدادی پرستار ربانی در غاری در کوه ایدا در جزیره کرت، از زئوس مراقبت و محافظت می‌کردند، که یکی از آنها آمالتئا (خدای تغذیه) بود که با شیرش زئوس را سیر میکرد. کودک شیرخواره که بعدها تبدیل به پادشاه خدایان می‌شد، دارای نیروها و توانایی‌های غیرمعمول بود و در هنگام بازی با دایه‌اش به شکل تصادفی یکی از شاخ‌های او را می‌شکند، که به قوه الهی، می‌توانست به طور بی‌پایان خوراکی فراهم کند.